# 五上分結
五上分結（ごじょうぶんけつ、梵: ūrdhvabhāgīya saṃyojana, ウールドヴァバーギーヤ・サンヨージョナ、 巴: uddhambhāgiya saṃyojana, ウッダンバーギヤ・サンヨージョナ）とは、仏教において衆生を三界における上方の「色界」「無色界」へと縛り付ける「5つの束縛」としての煩悩の総称。「上分」（じょうぶん）とは「上の領域」すなわち三界における上方の「色界」「無色界」のこと。「結」（けつ、巴: saṃyojana, サンヨージャナ）とは「束縛」のこと。
釈迦は五上分結の証知、遍知、遍尽、断捨のため、七覚支を修習すべきと説いている。

## 内容
Pañcimāni bhikkhave, uddhambhāgiyāni saṃyojanāni. Katamāni pañca: 

rūparāgo arūparāgo māno uddhaccaṃ avijjā. Imāni kho bhikkhave, pañcuddhambhāgiyāni saṃyojanāni.
比丘たちよ、これら五つの上分結がある。

いかなる五か？色貪、非色貪、慢、掉挙、無明である。比丘たちよ、これが五つの上分結である。
—パーリ仏典, 相応部 46.覚支相応 暴流品, Sri Lanka Tripitaka Project
五上分結の内容は以下の通り。
1. 色貪（梵: 巴: rūpa-rāga） - 色界に対する欲望・執着
2. 無色貪（梵: 巴: arūpa-rāga） - 無色界に対する欲望・執着
3. 慢（梵: 巴: māna） - 慢心
4. 掉挙（梵: auddhatya、巴: uddhacca） - （色界・無色界における）心の浮動
5. 無明（梵: avidyā、巴: avijjā） - 根本の無知

## 四向四果との関係
五下分結を断って「下分」（欲界）から脱し不還果に達した者が、「上分」（色界・無色界）をも脱し、四向四果における最終段階である阿羅漢果に到達するために、この五上分結を克服することが要請される。つまり、この五上分結は（上座部仏教の）修行における最終ハードルであると言える。
| 四向四果 (解脱の10ステップ, パーリ経蔵による) | |              |                               |
| 到達した境地(果位)                            | 解放された結                                                                                           | 解放された結 | 苦が終わるまでの輪廻          |
| 預流                                          | 1. 有身見 (我が恒久であるという信条) 2. 疑（教えに対しての疑い） 3. 戒禁取（誤った戒律・禁制への執着） | 下分結       | 最大7回、欲界と天界を輪廻する |
| 一来                                          | 1. 有身見 (我が恒久であるという信条) 2. 疑（教えに対しての疑い） 3. 戒禁取（誤った戒律・禁制への執着） | 下分結       | 一度だけ人として輪廻する      |
| 不還                                          | 4. 欲への執着（欲愛） 5. 憤怒（瞋恚, パティガ）                                                        | 下分結       | 欲界及び天界には再び還らない  |
| 阿羅漢                                        | 6. 色貪 7. 無色貪 8. 慢, うぬぼれ 9. 掉挙 10. 無明                                                     | 上分結       | 三界には戻らず輪廻から解放    |